# Чинеєвська сільська рада
Чине́євська сільська рада (рос. Чинеевский сельский совет) — сільське поселення у складі Юргамиського району Курганської області Росії.
Адміністративний центр — село Чинеєво.
Населення сільського поселення становить 822 особи (2017; 905 у 2010, 1176 у 2002).

## Склад
До складу сільського поселення входять:
| Населений пункт             | Населення, осіб (2002) | Населення, осіб (2010) |
| --------------------------- | ---------------------- | ---------------------- |
| Зирянка, селище             | 262                    | 178                    |
| Нова Заворіна, присілок     | 163                    | 143                    |
| Патракова, присілок         | 29                     | 16                     |
| Пестерева, присілок         | 35                     | 20                     |
| Рождественка, присілок      | 73                     | 56                     |
| Чинеєво, село               | 467                    | 365                    |
| Чинеєвський участок, селище | 147                    | 127                    |